# 21484 Eppard
21484 Eppard è un asteroide della fascia principale. Scoperto nel 1998, presenta un'orbita caratterizzata da un semiasse maggiore pari a 2,3534646 UA e da un'eccentricità di 0,0750620, inclinata di 7,27056° rispetto all'eclittica.